# 헬보이 2: 골든 아미
《헬보이 2: 골든 아미》(영어: Hellboy II: The Golden Army)는 2008년 공개된 영화이다.

## 출연

### 주연
- 론 펄먼
- 셀마 블레어
- 더그 존스

### 조연
- 세스 맥팔레인
- 루크 고스
- 애너 월턴
- 제프리 탬버
- 존 허트
- 브라이언 스틸
- 앤드류 헤플러
- 이반 카마라스
- 마이크 켈리
- 제임스 도드
- 존 알렉산더

## 기타
- 원작자: 마이크 미뇰라
- 공동제작: 존 스왈로우
- 미술: 스티븐 스콧
- 세트: 엘리 그리프
- 의상: 새미 쉘던
- 배역: 솔트 크수택
- 배역: 제레미 지머먼